# Нки (национальный парк)
Нки (фр. Parc national de Nki) — национальный парк на юго-востоке Камеруна, расположенный в Восточной провинции. Территория национального парка составляет 3093 км2.

## География
Парк находится в отдалённом глухом регионе на юго-востоке Камеруна. Местность, где находится Нки холмистая, преобладающие высоты 350—650 метров над уровнем моря. Территорию парка пересекают несколько крупных рек, в том числе река Джа. Нки расположен от 2˚05 до 2˚50 северной широты и от 14˚05 до 14 ° восточной долготы. Он занимает площадь 3093 км2 и охватывает два административных округа Восточной провинции. Ближайшие города к парку — Йокадума, Молунду и Ломи.

## Климат
Национальный парк Нки находится в области тропического климата Западной Африки. Средняя температура составляет 20 °C. Самый теплый месяц — май при средней температуре 22 °C, а самый холодный — июль при средней температуре 20 °C. Среднее количество осадков в парке составляет 1849 миллиметров в год. Самый влажный месяц — май (269 мм осадков), и самый сухой — январь (33 мм осадков).

## Фауна
Животный мир национального парка Нки очень разнообразен, здесь сохранилась типичная для Западной Африки фауна. В парке обитают шимпанзе, лесные антилопы, большие лесные свиньи, кустарниковые свиньи, бонго и леопарды. В Нки обитает более 3000 лесных слонов (по данным на 2006 год). По оценкам, здесь также проживает около 6000 взрослых горилл. На территории парка зарегистрировано 265 видов птиц.